# Cmentarz Komunalny Agrykola w Elblągu
Cmentarz Komunalny Agrykola w Elblągu – cmentarz położony w Elblągu przy ulicy Agrykola w dzielnicy Witoszewo.

## Historia
W połowie XIX wieku na dotychczasowych nekropoliach wystąpił problem związany z brakiem nowych miejsc grzebalnych, wówczas ewangelicka parafia Najświętszej Marii Panny zwróciła się do magistratu z wnioskiem o wyznaczenie miejsca na nowy cmentarz. Został on wyznaczony na wschód od rzeki Kumieli, przy drodze prowadzącej do Wittenfelde, czyli obecnego Witoszewa. W 1894 na sąsiedniej, położonej na zachód, parceli ulokowano nowy cmentarz parafii św. Anny (Neuer Sankt Annen-Friedhof). W 1904 obok ulokowano nowy cmentarz mennonicki (Mennoniten-Friedhof), a wzdłuż obecnej ulicy Kościuszki cmentarz parafii św. Mikołaja (Neuer Sankt Nikolai-Friedhof). W 1913 Wittenfelde (Witoszewo) zostało włączone w granice miasta Elbląga, a przebiegająca obok cmentarz droga otrzymała nazwę Jahnstraße. W drugiej połowie lat 30. XX wieku cztery nekropolie zostały połączone w jeden cmentarz miejski (Städtische Friedhof) (informator miejski z 1935 wymienia cmentarze jako jeszcze niepołączone). W 1946 władze polskie wydały pozwolenie na kontynuację działalności cmentarza komunalnego, w tym czasie Jahnstraße zmieniła nazwę na Agrykola, objęto nią również sąsiedni cmentarz. Cmentarz mennonicki został splantowany i jego miejsce zajął cmentarz wojenny Armii Czerwonej, który uroczyście otwarto 6 lutego 1946. W najstarszej części cmentarza wydzielono kwaterę wojenną, gdzie spoczywają jeńcy wielu narodowości oraz żołnierze polscy, włoscy i francuscy oraz ofiary II wojny światowej, jest również mogiła obrońców z września 1939. W latach 1978–1982 dawna kaplica cmentarna została rozbudowana według projektu arch. Czesława Taraszkiewicza tworząc kościół Wszystkich Świętych, w 1983 obok kwatery księży redemptorystów ustawiono krzyż katyński. 

## Pochowani
Wśród pochowanych znajdują się m.in. 
- Zbyszek Godlewski (1952–1970) – ofiara grudnia 70
- Józef Kuczyński (1931–2005) – senator RP z ramienia SLD
- Adelajda Mroske (1944–1975) – panczenistka, uczestniczka Igrzysk Olimpijskich w Innsbrucku (1964)
- Michał Oliwiecki (1934–2023) – działacz państwowy, społecznik, prezydent Elbląga (1987–1990)
- Zdzisław Olszewski (1935–2017) – inżynier i urzędnik państwowy, wojewoda elbląski (1981, 1989–1996)
- Bolesław Nieczuja-Ostrowski (1907–2008) – generał brygady Wojska Polskiego
- Helena Pilejczyk (1931–2023) – polska łyżwiarka szybka, medalistka
- Waldemar Rebinin (1944–1970) – ofiara grudnia 1970
- Stanisław Rosnowski (1874–1954) – pułkownik Wojska Polskiego
- Tadeusz Marian Sawicz (1948–1970) – ofiara grudnia 1970
- Bronisław Schlichtinger (1900–1989) – podpułkownik Wojska Polskiego
- Jerzy Wilk (1955–2021) – przedsiębiorca i samorządowiec, prezydent Elbląga (2013–2014), poseł na Sejm VIII i IX kadencji
- Tadeusz Zaremba (1940–2013) – historyk sztuki, wieloletni dyrektor Muzeum Mazowieckiego w Płocku